# Boldogasszony anyánk
A Boldogasszony anyánk a Romantikus Erőszak együttes 2005-ös rock-lemeze.

## Számok listája
1. Verbunk a Délvidékért
2. Betyárballada
3. Tele van a sötét égbolt
4. Boldogasszony anyánk